# Handels- och ekonomikollegium
Handels- och ekonomikollegium var 1849–1880 ett kollegium i Stockholms stad. 
Genom kunglig förordning angående Stockholms stads styrelse den 12 december 1672 blev flera av de magistraten tillhörande judiciella och ekonomiska ärendena fördelade emellan fyra kollegier, vart och ett med sin borgmästare i spetsen, nämligen Justitiekollegium, som hade tillsynen över rättegångsväsendet, Politikollegium, som handhade politiväsendet, vartill även hörde att förekomma överflöd i levnadssätt, dryckenskap och tiggeri, samt utövade tillsyn över bland annat brandväsendet, kyrkor, skolor och hospital, Handelskollegium, som ansvarade för handel, köpenskap och sjöfart samt stadens uppbörd och inkomster, samt Ämbetskollegium, under vilket lydde byggnadsväsendet samt manufakturerna. 
Politi- och ämbetskollegierna förenades genom kungligt brev av den 19 juni 1821 till ett ämbetsverk, Politi-, ämbets- och byggningskollegium, som skulle ha att handlägga alla ärenden, vilka enligt fabriks- och hantverksordningen tillhörde magistraten, liksom de, vilka förut upptagits av hallrätten i Stockholm, samt frågor rörande gatuläggningen, brandväsendet och minuthandeln med brännvin, utöva uppsikt över stadens indelning, tomtreglering och bebyggande, verkställa husesyner och besiktningar å kronans hus samt bland annat värdering å konkursmassors och utmätta fastigheter och utfärda taxor. 
Med Politi-, ämbets- och byggningskollegium sammanslogs sedermera, enligt kunglig skrivelse av den 21 december 1849, Handelskollegium under gemensam benämning Handels- och ekonomikollegium, vilket övertog bestyret med nyssnämnda angelägenheter jämte Handelskollegiets åligganden, till vilka hörde handläggningen av de ärenden, som enligt Handelsordningen tillkom magistraten i Stockholm, liksom bland annat frågor om burskap i handel och vinnande av handelsrättighet samt närmaste tillsyn över kronouppbördsverket i Stockholm. 
Sedan genom inrättande av bland annat fattigvårdsstyrelse, drätsel- och inkvarteringskommissioner samt byggnadsnämnd en del göromål redan förut frångått Handels- och ekonomikollegium, indrogs detsamma, jämte Handelsborgmästarämbetet, genom kunglig skrivelse av den 15 oktober 1880. På Överståthållarämbetet överflyttades då de frågor, som rörde kronouppbördsverket, liksom de, vilka avsåg idkande av handel och fabriker, hantverk och andra hanteringar; på magistraten överflyttades ansökningar om burskaps vinnande och uppsägning jämte frågor rörande förlagsinteckningar.